# Shine a Light (The Rolling Stones-sang)
 For alternative betydninger, se Shine a Light. (Se også artikler, som begynder med Shine a Light)
"Shine a Light" er en sang fra det engelske rock ‘n’ roll band The Rolling Stones, og den blev første gang udgivet i 1972 på albummet Exile on Main St..
Selvom den er krediteret til de sædvanlige sangskriver Mick Jagger og Keith Richards, er "Shine a Light" dog hovedsagelig en Jagger sang. Han begyndte at skrive sangen tidligt i 1968, da The Stones stadig havde guitarist Brian Jones som medlem. Sangen havde originalt titlen "Get A Line On You", og blev skrevet omkring Jones tiltagende afhængighed af stoffer, og hans distancering til de andre i bandet;
| Citat | Saw you stretched out, in-a-room ten oh nine; A smile on your face, and tear in your eye; Could not seem to get a line on you; I could not seem to get a line on you; Oh sweet, sweet honey lover. Your Berber jewelry is jangling down the street; Smile on your face for every high school girl that you meet; Could not seem to get a line on you; Could not seem to get-a high on you; My, my sweet, sweet honey lover, now, oh | Citat |
|       | |       |

En tidlig indspilning begyndte under tilblivelsen af albummet  Beggars Banquet, i marts 1968.
Efter Jones død i 1969 blev dele af "Get A Line On You" omskrevet af Jagger, og genindspillede i juli 1970. en tredje indspilning foregik i Londons Olympic Sound Studios i december 1971, og resulterede i den endelige version af sangen, der nu havde fået titlen "Shine a Light", og den lettere omskrevet tekst lød;
| Citat | Saw you stretched out in Room Ten O Nine; With a smile on your face and a tear right in your eye; Oh, couldn't see to get a line on you, my sweet honey love. Berber jewelry jangling down the street; Making bloodshot eyes at every woman that you meet; Could not seem to get a high on you, my sweet honey love | Citat |
|       | |       |

På den endelige version synger Jagger, mens producer Jimmy Miller spillede trommer i stedet for Charlie Watts, og Mick Taylor spillede den elektriske guitar og muligvis bas i stedet for Bill Wyman (begge hævder det, men Taylor får kredit på albummet). Koret på sangen bestod af følgende Clydie King, Joe Green, Venetta Field og Jesse Kirkland. Billy Preston spillede både klaver og orgel på nummeret. Richards var fraværende til denne indspilning.
”Shine a Light” findes også på live albummet, der blev udgivet i 1995, Stipped.
Sangen var inspiration til bandet Oasis sang "Live Forever", der blev udgivet i 1994.
I 2003 blev sangen coveret af Allison Crowe til hendes album "Tidings".

### Fodnote
1. ↑  Shine A Light by The Rolling Stones Songfacts
2. ↑  Shine a Light